# CSKA Moskva
CSKA Moskva (ryska: Центральный Спортивный Клуб Армии Москва, svenska: Arméns centrala sportklubb Moskva) är en rysk sportförening med framgångar i basket, fotboll, handboll och ishockey. Föreningen grundades den 23 april 1923 i Moskva, som OLLS Moskva. Namnet har bytts flera gånger. CSKA heter föreningen sedan 1960. Den var Röda arméns centrala idrottsförening.
Klubben, vars samtliga medlemmar har anknytning till armén, har ishockey som främsta idrott. CSKA har dominerat sovjetisk och rysk ishockey och vunnit mästerskapet 32 gånger (1948–89) samt Europacupen i ishockey 20 gånger (1969–90). I fotboll har CSKA vunnit UEFA-cupen 2004/05, högsta nationella serien elva gånger (1946–2013) och cupen tolv gånger (1945–2013).
Klubben har även flera segrar i Europacuperna i basketboll, fäktning, vattenpolo och volleyboll.
Klubbfärgerna är rött och blått.

## Bandy
CSKA blev sovjetiska mästare i bandy 1954, 1955 och 1957 och vann silver fyra gånger, 1956, 1958, 1960, 1962. 1961/1962 blev dock den sista säsongen, CSKA lade ner bandyverksamheten efter det.

## Basket
CSKA Moskvas basketlag har haft internationella framgångar.

## Fotboll
CSKA Moskvas fotbollslag har länge varit mycket framgångsrikt i Ryssland. Laget vann UEFA-cupen säsongen 2004/2005, efter en final mot Sporting Lissabon. Därmed blev CSKA Moskva det första ryska laget med en europeisk cuptitel. Kända namn i dagens lag är bland andra Miloš Krasić, Vágner Love och jättetalangen Igor Akinfejev. Laget spelar sina hemmamatcher på Dinamo (kapacitet: 30 000 åskådare) i Moskva. Den ryska miljardären Roman Abramovitj har genom sitt oljebolag Sibneft investerat stora summor i laget. Många ryska landslagsspelare spelar för klubben.

## Handboll
CSKA har både ett herrlag och ett damlag i handboll.
CSKA Moskvas herrlag i handboll bildades första gången 1973. Herrlagets största merit är vinsten av Europacupen (nuvarande Champions League) 1988, med fler gjorda mål på bortaplan mot västtyska TUSEM Essen i finalen. 2001 flyttade laget till Tjechov och bytte namn till GK Tjechovskije Medvedi
År 2017 bildades en ny klubb på herrsidan, GK Spartak Moskva, som sedan 2020 heter CSKA Moskva.
CSKA Moskvas damlag i handboll bildades 2019. En svensk har spelat i laget, Sabina Jacobsen åren 2019–2021.

## Ishockey
CSKA Moskvas ishockeylag var framför allt framgångsrika under Sovjettiden. Laget firade stora internationella triumfer, och vann mellan 1969 och 1990 det europeiska klubbmästerskapet i ishockey 20 gånger.

## Volleyboll
CSKA har haft både herr- och damlag. Herrlaget har varit det mer framgångsrika. De blev sovjetiska mästare i volleyboll 33 gånger (1949, 1950, 1952~1955, 1958, 1960, 1961, 1962, 1965, 1966, 1970~1983 och 1985~1991) och ryska mästare tre gånger (1994, 1995, 1996). Klubben vann också europacupen 13 gånger. Damlaget blev sovjetiska mästare 6 gånger och vann europacupen 3 gånger
Volleybollsektionen lades ner 2009.